# Домбовар
Домбовар (венг. Dombóvár) — город в центре Венгрии, в медье Тольна. Население — 20 655 жителей. Домбовар расположен в 20 километрах к востоку от Капошвара, в 30 километрах к северу от Печа и в 40 километрах к западу от Сексарда.

## Население
| Год  | Численность | Численность |
| ---- | ----------- | ----------- |
| 2013 | 19 067      | [ 3 ]       |
| 2014 | 18 849      | [ 4 ]       |
| 2018 | 17 995      | [ 5 ]       |
| 2021 | 17 760      | [ 6 ]       |
| 2022 | 17 259      | [ 7 ]       |
| 2023 | 17 300      | [ 8 ]       |
| 2024 | 17 041      | [ 2 ]       |

## Города-побратимы
- Кернен, Германия